# Верхняя Терса
Верхняя Терса (укр. Верхня Терса) — река на Украине, протекает по территории Запорожской и Днепропетровской областей.
Уклон реки — 2,5 м/км.

## География и гидрология
Длина реки — 107 км, площадь водосборного бассейна — 1680 км². Река равнинного типа, речная долина — трапециевидная, ширина достигает 2 км. Русло извилистое. Основное питание снеговое; летом очень мелеет. Используется для орошения. Сток зарегулирован прудами. Берёт начало у села Горькое Гуляйпольского района. Протекает по территории Гуляйпольского, Новониколаевского районов Запорожской области и Васильковского района Днепропетровской области.

## История
В местных легендах пересказывается о казаке Максима Терсе, впервые решился поселиться на берегах небольшой реки, очень сильно разливалась весной, именно по фамилии казака якобы и назвали реку. Но с научной точки зрения это объяснение названия вызывает сомнения. Украинский языковед Евгений Отин выводит название реки с тюркского прилагательного * ters, teris «неправильная», а именно за большой тупой угол, под которым она впадает в реку Волчью. Дословно: «Да, что неправильно течёт». Другие считают, что название происходит от тюрк. ters «противоположная, обратная». Как указывает исследователь, такое название она получила потому, что первая на пути из Крыма, в отличие от других рек, течёт на север, то есть в обратном направлении. Первая часть сложного гидронима указывает, что река, в отличие от другой — Малой Терсы, впадает выше по течению реки Волчья. Отсюда же название Нижняя Терса — левого притока Малой Терсы и Средняя Терса — правого притока Нижней Терсы.

## Притоки
- Правые: Солёная (верхняя), Солёная (средняя).

- Левые: Широкая, Солёная (нижняя), Любашевка, Соломчиная.